# Leptapoderus kalawensis
Leptapoderus kalawensis es una especie de coleóptero de la familia Attelabidae.

## Distribución geográfica
Habita en Birmania.